# Édouard Plouvier
Pour les articles homonymes, voir Plouvier.
Édouard Plouvier, né le 2 aout 1820 à Arras et mort le 12 novembre 1876 à Paris 9e, est un homme de lettres et goguettier français.
Littérateur prolifique, Édouard Plouvier s’est exercé dans tous les genres littéraires. Il a écrit des chansons, des pièces de théâtre, des opéras, des contes pour enfants et quantité de feuilletons, nouvelles et articles dans les journaux. Un grand nombre de ses romances sont devenues populaires mais, toujours pressé par les impérieuses nécessités de la vie, il n’a jamais pu tirer de ses efforts leur produit légitime dans son intégrité. Les principaux ouvrages de cet esprit à la fois aimable et triste sont L’Outrage, représenté, en 1859, à la Porte-Saint-Martin, en collaboration avec Théodore Barrière. Le Comte de Saulles et le Mangeur de fer, à l’Ambigu, et Trop beau pour rien faire, au Vaudeville, sont ses plus éclatants succès. D’autres pièces, avec des fortunes diverses, l’ont classé parmi les auteurs d’une valeur littéraire réelle. Une indiscrétion et le Songe d’une nuit d’hiver, au Théâtre-Français en 1830, et, en 1854, Sang-Mêlé, drame joué par Charles Fechter à la Porte-Saint-Martin, le Pays des amours, aux Variétés, les Vengeurs, le Ménétrier de Saint-Vaast et la Princesse Rougev, à l’Ambigu, enfin la Vie à outrance, au Gymnase, et Nahel, avec musique de Litolff, et Bade, sont ses pièces les plus connues. Il avait écrit aussi des nouvelles charmantes, pleines de sentiment et de rêverie, et d’innombrables romances. Ses Contes pour les jours de pluie, la Buche de Noël, le Livre du Bon Dieu, sont ses recueils des contes les plus populaires.

## Biographie
Son père ayant été nommé conducteur de la diligence qui faisait le service d’Arras à Amiens, Plouvier s’est installé, avec ses parents, dans cette dernière ville, alors qu’il n’avait que quatre ans. À la pension Lenouel, où il avait été envoyé, il s’est fait remarquer par la précocité de son intelligence et son gout pour l’étude, passant ses récréations à lire, de préférence les poètes. À neuf ans déjà, il s’essayait à rimer, et à douze, il a composé des vers remarqués par ses professeurs. Son père, qui avait ses entrées au théâtre d’Amiens, l’y conduisait souvent, jetant ainsi les premiers germes de sa vocation dramatique.
Son père ayant obtenu une place plus avantageuse, en 1833, il a suivi sa famille à Paris. Placé chez un notaire, ami de ses parents, la copie des actes de procédure, l’étude des affaires juridiques, l’a ennuyé au plus haut point. Après avoir bientôt quitté la basoche, il a occupé plusieurs places qu’il n’a pu garder, ne pouvant s’astreindre au travail régulier et méthodique des bureaux.
Au bout de trois années d’insouciance occupées de théâtre et de poésie, la perte de son emploi par son père l’a forcé, devant le refus d’une pièce de théâtre pour enfants qu’il avait présentée au théâtre Comte et ses chansons ne se plaçant pas, à envisager d’apprendre un métier manuel. Une amie de sa mère, dont le mari possédait une corroierie, rue Oblin, proposant de le prendre comme apprenti en promettant de l’associer à sa maison au bout de ses trois ans d’apprentissage, ses parents ont accepté cette offre sans le consulter.
Dans cet atelier tout le monde chantait, l’apprenti a d’abord fait comme les compagnons, mais il a ensuite eu l’idée de composer lui-même une chanson. Ses camarades l’ayant approuvé, il en a composé d’autres. Comme le fils du patron prenait des leçons de musique, il lui a demandé de montrer une de ses chansons à son professeur sans lui dire d’où elle venait. Celui-ci ayant trouvé les vers charmants, et demandé à voir leur auteur, s’est rapidement rendu compte que ce dernier nourrissait le désir secret d’apprendre la musique. Voyant qu’il était trop pauvre pour payer des leçons, il lui a donné des cours gratuits. Voyant, au bout de quelque temps, qu’il n’avait rien de ce qu’il faut pour la musique, mais qu’il était doué pour l’écriture, il a mis à sa disposition le peu de livres qu’il possédait, et lui en a procuré d’autres, dirigeant tant bien que mal ses lectures.

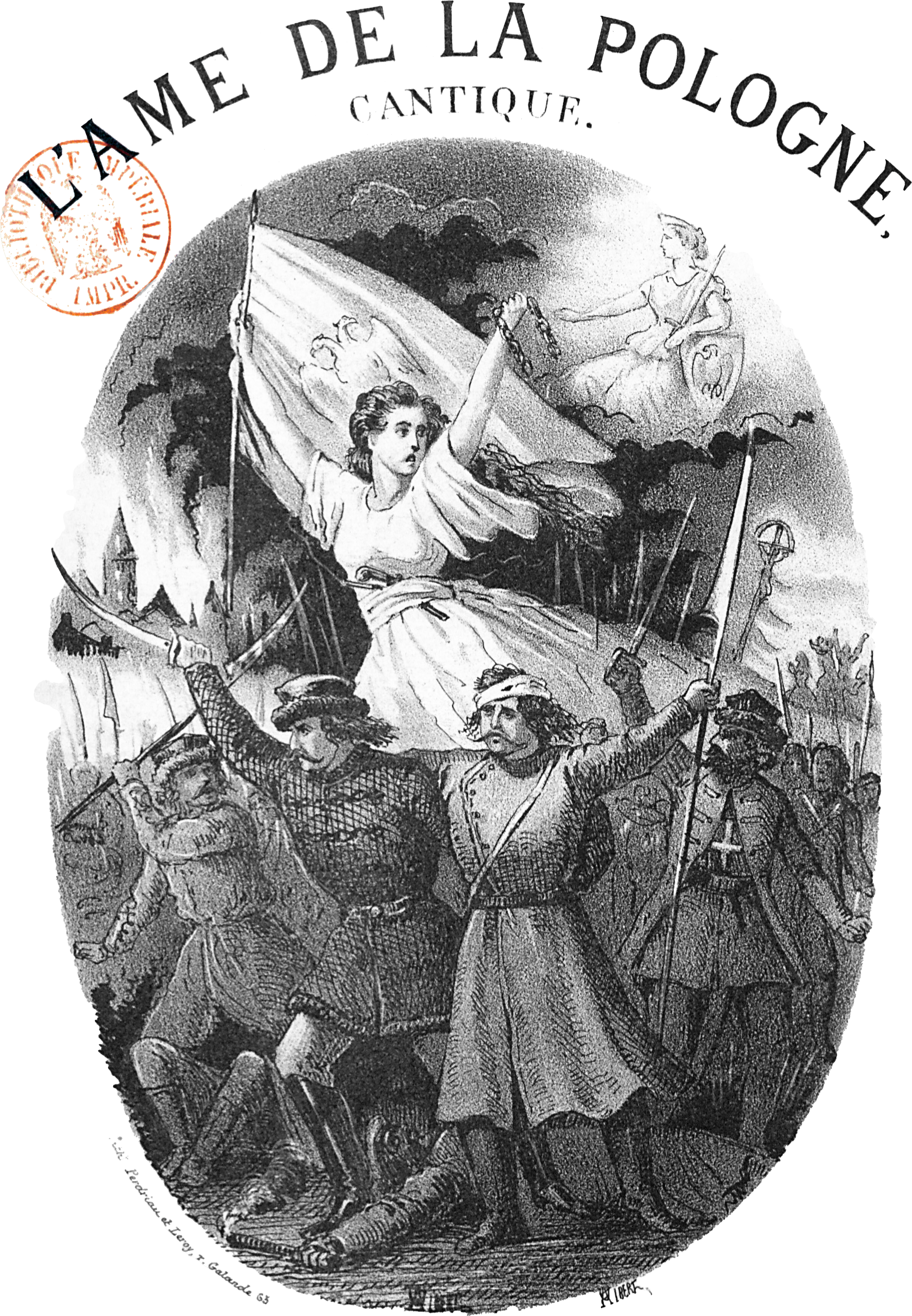
L'Âme de la Pologne : cantique ; paroles d'Edouard Plouvier ; musique de Giovanni Duca, 1863.

Plouvier doit à cette ébauche d’éducation littéraire son aptitude à écrire de la poésie conçue pour être mise en musique. Il a composé à cette époque un grand nombre de romances, où les paroles et le chant forment un tout inséparable, car tout en exerçant un métier qui lui répugnait, il composait, sa journée faite, des vers et des romances qu’il allait proposer, sans succès, aux libraires ou aux éditeurs. Il compose également, à cette époque, pour les goguettes. Certaines d’entre elles publiant, chaque année, leurs recueils de chansons, son nom figure aux côtés de ceux de Pierre Lachambeaudie, Charles Vincent, Pierre Dupont, Charles Colmance, Gustave Leroy, Charles Gille, Gustave Mathieu.
Vers la même époque, il contacte le rédacteur en chef du Musée des familles, Berthoud, pour solliciter un rendez-vous passage Colbert, auquel il se rend en habits de travail. Au lieu de l’engager comme secrétaire, comme il le lui demandait, Bertaud l’a néanmoins engagé à composer quelque article, promettant de le publier dans son journal. Plouvier s’exécute avec la nouvelle des « Deux Frères trappistes », qui a été reproduite dans les Contes pour les jours de pluie, sous le titre de « l’Abbaye de la maison de Dieu ».
Après avoir été forcé de nettoyer le tonneau au dégras, il quitte définitivement la corroierie. Dans les bureaux du journal le Capitaliste, où il a trouvé à se placer, il est employé à coller les bandes et à inscrire les adresses. Peu après son admission, le directeur du journal, frappé de son intelligence, après qu’il lui a fortuitement eu l’occasion de lui fournir quelques renseignements, le fait passer à la rédaction, alors qu’il n’avait que dix-sept ans.
En même temps qu’il écrivait au Capitaliste, Plouvier collaborait à plusieurs des très nombreux journaux littéraires de son époque, notamment au Diable, journal littéraire hebdomadaire, écrivant en vers, en prose, composant, selon le jour, des nouvelles à la main, des articles de critique, des courriers de théâtre, des biographies, cultivant, pour vivre, par toutes les branches de la littérature. On retrouve ainsi son nom ou ses pseudonymes (Épée, Cagliostro, Paul Verner), dans plus de vingt journaux. Il a également eu recours à de nombreux autres pseudonymes : Paul Destournelles, de la Palférine, Job le Rêveur, Diavole, Dugandin, etc.
Il a pris soin de recueillir celles de ses œuvres lui paraissant dignes d’être conservées dans trois volumes.
Il compose également, à cette époque, des romances et des chansons très populaires, comme « Exil et Retour », « Où vas tu beau nuage », « Caïn », « les Quatre Âges du Cœur », « le Bal d’Enfant », « la petite Provence », « David devant Saül », « l’Alleluia d’Amour », etc. chantées partout, dans les salons, les mansardes, les maisons d’éducation comme les ateliers et la rue.
Cité parmi les plus célèbres poètes de l’amour, quelques-unes de ses romances ont été réunies sous le titre des Plébéiennes, des Fêtes et Couronnes. D’autres ont formé le petit recueil des Refrains du Dimanche, publiées avec Charles Vincent. Néanmoins le plus grand nombre n’ont pas été rassemblées. Il avait l’intention de former, avec les meilleures, un volume qui devait s’appeler les Chansons de Jeunesse longtemps annoncées à la librairie Dagneau.
À ces romances il comptait joindre quelques-unes des poésies dans le style romantique — sincérité des sentiments, simplicité d’expressions, richesse des rimes, recherche de l’antithèse, enjambements dans les vers — qu’il avait publiées dans les journaux littéraires ou qu’il avait en portefeuille. Une partie de ce livre aurait été consacrée à la description de Paris et à rendre les émotions qu’il avait ressenties dans ses courses à travers la ville. Ces petits poèmes ont paru dans des journaux qui ont été oubliés et devenus introuvables.
Il n’est guère de genre où il ne se soit essayé. À côté des joyeuses chansons et des poésies mélancoliques, on trouve des vers la plupart inspirés soit par l’indignation, soit par les sentiments patriotiques, soit par ses convictions politiques, parmi lesquelles : « la Folle du Bal », « la Rédemption du sol », « le Confiteor républicain », et « le Chant des Rédempteurs », couronné dans le concours de l’Académie d'Arras, en 1855.

En 1856, il publie le Livre du Bon Dieu, recueil de dix poésies toutes indépendantes les unes des autres cependant réunies par l’idée qui a présidé à l’œuvre, qui a obtenu un grand succès populaire et critique. Après l’avoir lu, George Sand lui écrit : 

« Ces chansons sont des poèmes divins ; et si le monde n’est pas idiot, elles resteront comme les meilleurs échos de notre temps. »

En 1850, il commence à écrire pour le théâtre, avec un proverbe en deux actes, intitulé : Une Discrétion, présenté à la Comédie Française et accepté à l’unanimité par les Sociétaires. La pièce a réussi et la plupart des critiques du lundi lui ont été favorables. L’année suivante, il donne à la Porte-Saint-Martin, une petite comédie : Steeple Chasse, et à l’Ambigu-Comique un drame en cinq actes, intitulé les Vengeurs, un de ses plus grands succès. Ce drame a été unanimement loué par Jules Janin, Édouard Thierry, Louis Lurine, Théophile Gautier, Achille Denis, Auguste Lireux, Hippolyte Lucas, de Calonne. Le matin même de la première, le 12 juin 1851, avait eu lieu son mariage à l’église de Montmartre avec Lucie Mabire (d) , l’actrice qui tenait le rôle principal de la pièce, celui de la marquise de Maurvenne.
Le 27 février 1852, il donne la Chanvrière au théâtre des Folies-Dramatiques. L’année suivante, il collabore aux Moutons de Panurge, revue composée par plus de vingt auteurs pour les Délassements-Comiques, au moment où ce théâtre, privé de directeur, sans crédit et sans manuscrit, allait être obligé de fermer. C’est lui qui a rendu compte des principales pièces jouées pendant l’année, tâche délicate dont il s’est acquitté avec bonheur. Les vers dont il fait précéder l’étude de l’Honneur et l’Argent, de François Ponsard, inspirés la lutte de la richesse contre le beau et le bien, sont informés par l’expérience.
Après le 2 décembre 1851, le 4 décembre 1852, il défend, aux côtés du député de la Haute-Saône Victor Versigny et du député de la Drôme Désiré Bancel, la barricade de la rue Pagevin. Il était connu pour sa bonté à l’endroit des plus déshérités. Un de ses amis l’a dépeint un jour d’un mot : « C’est ruineux de se promener avec Plouvier dans les rues de Paris. Partout où il passe, il sort des mendiants de tous les coins : il fait pousser des pauvres. » Son visage avait une telle expression de candeur et de bonté, que tous les malheureux ne savaient rien de plus naturel que de s’adresser à lui.

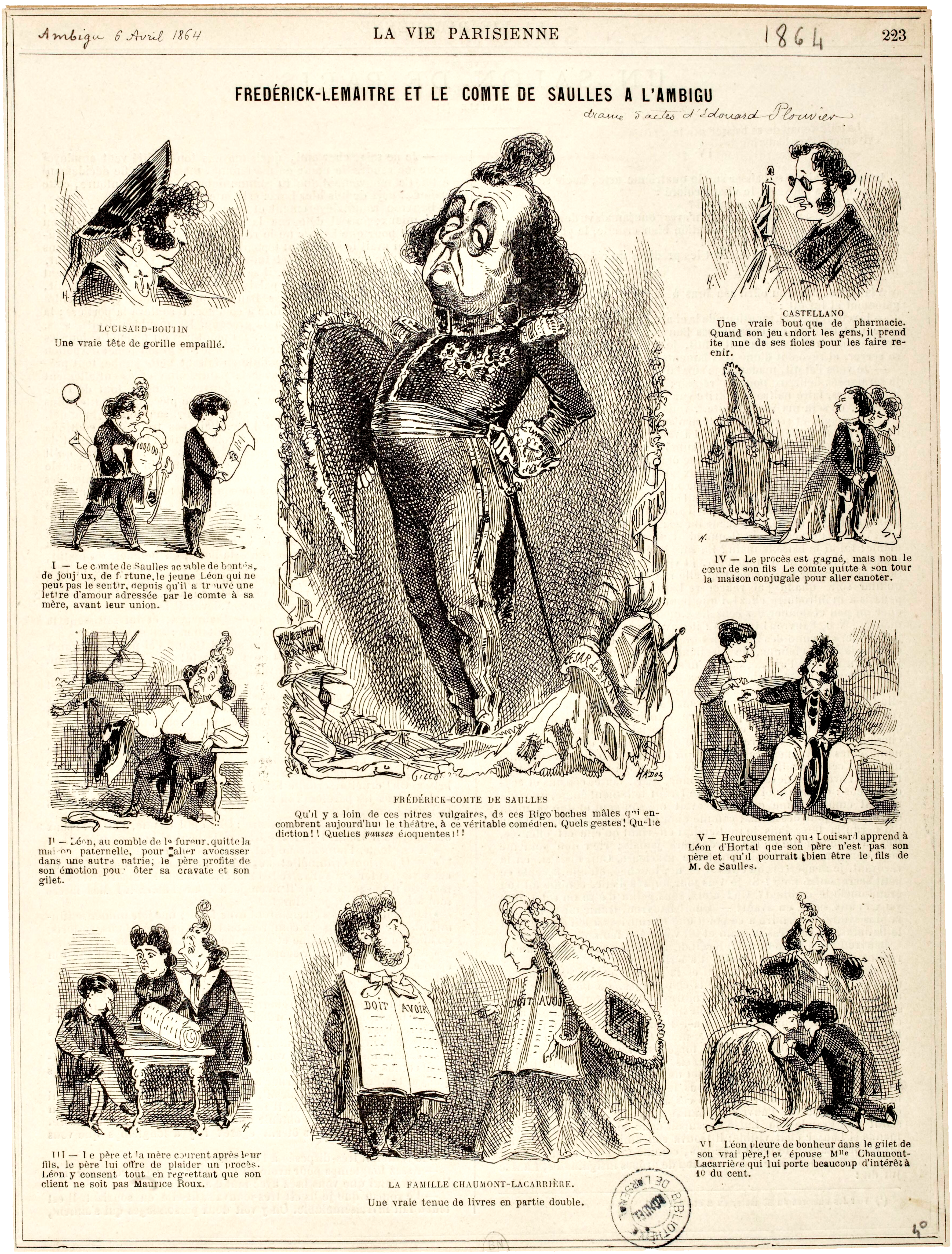
Frédérick Lemaître et le comte de Saulles à l’Ambigu.

En 1853 et 1854, il rassemble en deux volumes, les Contes pour les jours de pluie et la Bûche de Noël, ceux de ses articles et de ses nouvelles qu’il jugeait devoir être conservés. Le premier de ces recueils est précédé d’une préface de George Sand. Il contient neuf contes : « le Sphinx », paru ensuite dans les Plumes d’or, sous le titre du « Silencieux » ; « Impéria » ; « la Rose d’automne » et « Ce que vaut un diamant faux », réédité à la suite de la Belle aux cheveux bleus ; « le Rire de Marie » ; « un Paradis perdu », qui a donné l’idée de la comédie les Fous ; « l’Abbaye de la Maison Dieu », qui est sa première œuvre de notre poète, « le Prix du sang » et « une Ride sur un lac ». Un troisième recueil est paru en 1861, sous le titre de la Belle aux cheveux bleus.
En 1854, il fait représenter deux comédies l’une, avec la collaboration de Jules Adenis, Ne touchez pas à la hache, jouée aux Folies-Dramatiques et reprise plus tard au Vaudeville sous le titre Toute seule. L’autre, Songe d’une nuit d’hiver, a eu les honneurs de la Comédie-Française. À dater de cette époque, il sort un drame chaque année qui se succèdent sur les scènes du Vaudeville, de la Porte-Saint-Martin, des Variétés, et de l’Ambigu : Trop beau pour rien faire, vaudeville en un acte (1855), le Sang Mêlé, grand drame (1856), une Crise de Ménage (1857), le Pays des Amours, comédie mêlée de couplets (1858), les Orphelines de Saint-Séver, écrite en collaboration avec François Llaunet (1858) ; l’Outrage, composé avec Théodore Barrière (1859), Feu le Capitaine Octave (1859) ; Toute Seule (1860), l’Ange de Minuit (1861), dont le succès a été immense.
En 1856, sa femme meurt à l'âge de 34 ans. De son second mariage, il aura quatre enfants, dont il a souvent donné le nom aux personnages les plus sympathiques de ses drames et de ses comédies. Pendant l’été de 1863, un opéra intitulé Nahel, sur une musique de Henry Litolff, a été représenté à Bade et au mois de septembre de la même année, a été joué au Gymnase les Fous, comédie en cinq actes, qui n’a obtenu que peu de succès. Ses deux œuvres suivantes, le Comte de Saulles, (Ambigu, 6 avril 1864), et Madame Aubert (Odéon, 13 mars 1865) comptent, en revanche, parmi les meilleures. Elles lui ont valu la Légion d’Honneur. L’Académie française lui décerne, la même année, le prix Lambert en 1865, et à nouveau en 1874. Le Comte de Saules avait été présenté à la Comédie Française et, seul le mauvais vouloir d’un personnage influent, l’a empêché d’y être représenté, ce qui a contraint Plouvier, qui avait espéré occuper sur la première scène française, la place à laquelle lui donnait droit son talent, à continuer à écrire pour le boulevard.

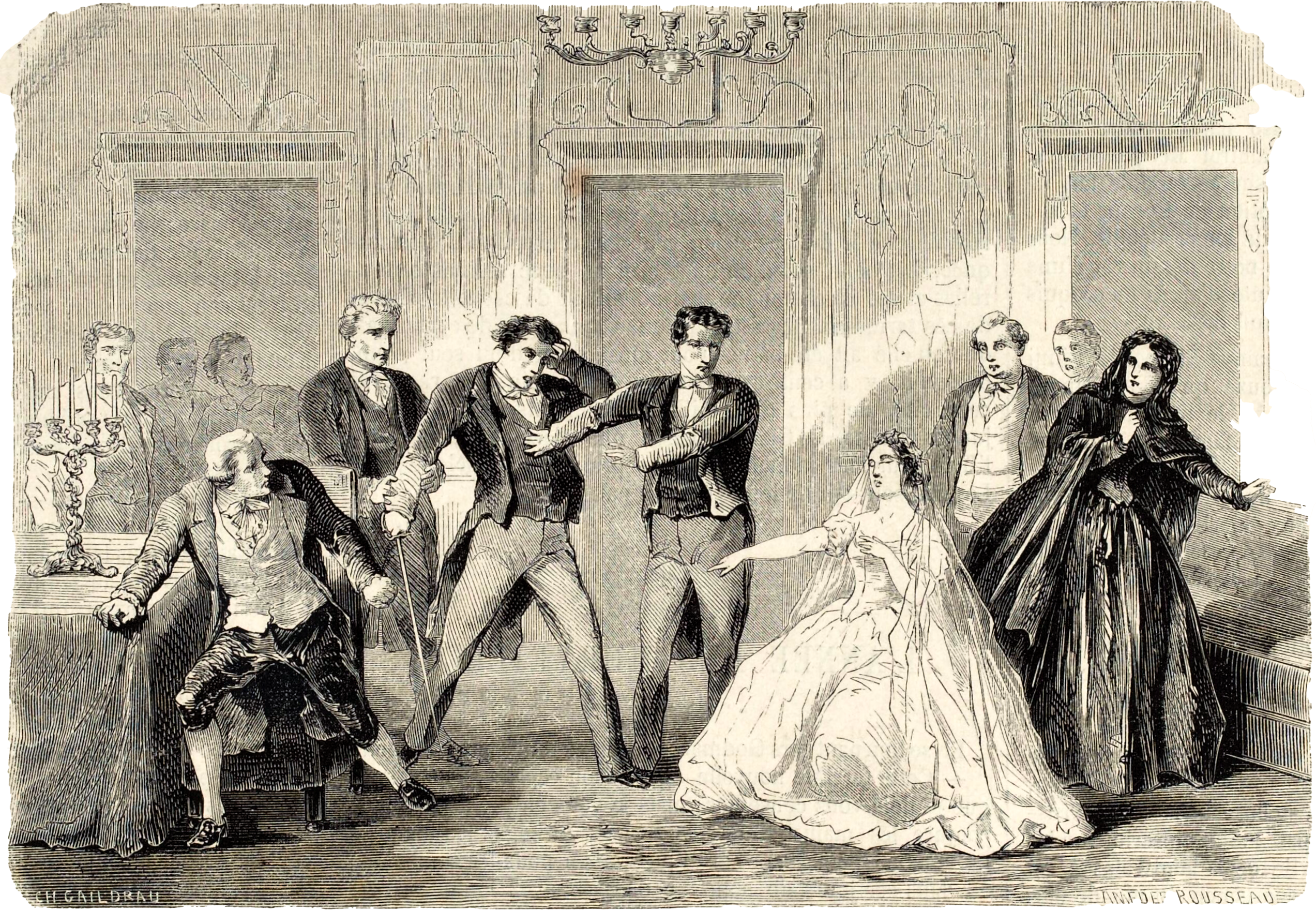
Mangeur de Fer au Théâtre de l’Ambigu-Comique, 1866.

Il donne bientôt après, le Ménétrier de Saint Vaast (théâtre Beaumarchais, 1865), suivi de Mangeur de Fer (Ambigu Comique, 1866), puis Madame Patapon, vaudeville en un acte, la Princesse Rouge (Ambigu, 24 décembre 1868), dont le principal personnage a été inspiré par ce grand seigneur anglais, si connu à Paris dans les bals de barrières, sous le nom de Milord l'Arsouille. En 1872, il donne deux drames : la Salamandre (Odéon) et le Centenaire (Ambigu) ; en 1874, la Dragonne, qui est sa dernière œuvre. Le Centenaire, écrit en collaboration avec d’Ennery, a obtenu un grand succès à Paris. À l’étranger, où il a été également représenté, notamment en Russie et en Amérique, il a reçu le même accueil. Cette pièce a été composée à Antibes, où d’Ennery l’avait emmené, moins pour travailler avec lui que pour le forcer à se soigner, car il avait été atteint, en 1867, d’une hémiplégie et les médecins avaient recommandé les ménagements les plus grands. Il devait surtout éviter les excès de travail qui avaient occasionné cette maladie.
Malgré le dévouement de sa femme et les soins de ses enfants, sa paralysie n’avait fait qu’empirer. Non seulement le travail lui était nuisible, mais encore il lui était devenu pénible, et de jour en jour plus difficile. Malgré le succès du Centenaire, son caractère d’ordinaire joyeux et aimable s’assombrissait en voyant son mal progresser et ses facultés d’écrivain s’affaiblir. Il comprenait que tout était fini pour lui, et que jamais il ne retrouverait la force d’écrire un ouvrage aussi important. À proprement parler, il assistait à l’agonie de son intelligence.
Mort au bout de quatre ans de déclin, à l’issue de ses obsèques à Notre Dame de Lorette, deux discours ont été prononcés sur sa tombe au cimetière du Père Lachaise, l’un au nom de la Société dramatique, par Émile de Najac, l’autre, au nom de la Société des gens de lettres, par Jules Claretie. L’assistance à cette cérémonie était considérable, car grand était le nombre de ses amis. Présents dans le cortège, Alexandre Dumas, Granger, Cham, Koning,  Albert Wolff, Bertrand, Théodore Barrière, beaucoup d’acteurs et d’actrices de divers théâtres, et parmi ces dernières, Anaïs Fargueil et Rosélia Rousseil (d) . Au cimetière du Père-Lachaise, où il est enterré, sa sépulture est ornée d’un médaillon en bronze œuvre de Guillemin.
Il a laissé plusieurs ouvrages inédits, parmi lesquels les Filles du Père Marteau, comédie représentée sur le troisième Théâtre Français, le 4 avril 1878 et jouée peu de temps après à Vienne.

## Jugements
« Ce jeune Édouard Plouvier, j’en suis fâché pour lui, n’est pas un homme sans style et sans fantaisie ; il sait tenir une plume et conduire une intrigue : il a le fil et la main preste, il rit bien et n’est pas mal amoureux : bref, toutes sortes de bonnes et avenantes qualités »

— Jules Janin, Journal des Débats

« Une âme simple et fière tout à la fois. Né poète, dans toute l’acception du mot, il vécut et mourut tel. Il n’était pas fait pour ce siècle ; sa nature était trop droite, trop honnête ; il n’entendait rien aux transactions ni aux concessions ; il était tout d’une pièce ; il passa à côté de la vie matérielle sans jamais la comprendre. Les hommes de cette trempe sont rares à cette époque de fer. »

— Alfred Copin, Revue d'art dramatique et musical

## Œuvres partielles

### Théâtre
- avec Jules Adenis, Ne touchez pas à la hache ! : comédie-vaudeville en un acte représentée pour la première fois, à Paris, au théâtre des Folies-Dramatiques, le 15 avril 1854, Paris, J. Dagneau, 1854, 36 p., in-12 (OCLC 1005420383, lire en ligne sur Gallica).
- Le Songe d’une nuit d’hiver (comédie en un acte et en prose, musique de Jacques Offenbach, Théâtre-Français, 12 juin 1854), Paris, Michel Lévy Frères, 1854, 40 p., 19 cm (OCLC 775069672, lire en ligne)Critique : Théophile Gautier, « Français. – Le Songe d’une nuit d’hiver, comédie en un acte et en prose par M. Édouard Plouvier », La Presse, Paris, vol. 18,‎ 20 juin 1854, p. 1 (lire en ligne sur Gallica)
- avec Jules Adenis, Trop beau pour rien faire : comédie en un acte mêlée de couplets, Paris, théâtre du Vaudeville, 13 novembre 1855, Paris, Michel Lévy frères, 1856, 29 p., 21 cm (OCLC 612749467, lire en ligne sur Gallica).
- avec Jules Adenis, La Crise de ménage : comédie en un acte mêlée de chants, Paris, théâtre des Variétés, 23 décembre 1857, Paris, Michel Lévy frères, 1858, 32 p., in-12 (OCLC 47736794, lire en ligne sur Gallica).
- avec François Llaunet et Alfred Delacour, Les Orphelines de Saint-Sever : comédie-vaudeville en un acte, Paris, Théâtre des Folies-dramatiques, 15 avril 1858, Paris, Michel Lévy frères, 1858, 21-10 p., 32 cm (OCLC 762994865, lire en ligne).
- avec Jules Adenis, Feu le capitaine Octave : comédie en un acte, Paris, théâtre du Vaudeville, 19 mars 1859, Paris, Michel Lévy frères, 1859, 8 p., 31 cm (OCLC 32170756, lire en ligne).
- avec Théodore Barrière, L’Outrage : drame en cinq actes, Paris, théâtre de la Porte-Saint-Martin, 25 février 1859, Paris, Michel Lévy frères, 1859, 103 p., 18 cm (OCLC 31467152, lire en ligne sur Gallica).
- avec Jules Adenis, Toute seule : comédie mêlée de chants, en un acte, Paris, Michel Lévy frères, 1860, 31 p., 19 cm (OCLC 10878980, lire en ligne).
- Le Mangeur de fer : drame en cinq actes, Paris, théâtre de l'Ambigu-Comique, 28 avril 1866, Paris, Michel Lévy frères, 1866, 112 p., 19 cm (OCLC 32883105, lire en ligne).
- avec Théodore Barrière, L’Ange de minuit : drame en six actes, Paris, théâtre de l’Ambigu-comique, 5 mars 1861, Paris, Michel Lévy frères, 1861, 116 p., 1 vol. in-16 (lire en ligne sur Gallica).
- Le Comte de Saulles : drame en cinq actes, Paris, théâtre de l’Ambigu-Comique, 6 avril 1864, Paris, Michel Lévy frères, 1864, 101 p. (OCLC 57194464, lire en ligne).
- avec Théodore Barrière, Le Ménétrier de Saint-Waast : mélodrame en 5 actes et 7 tableaux, Paris, théâtre Beaumarchais, 17 avril 1865, Paris, Michel Lévy frères, 1865, 119 p., 1 vol. in-18 (OCLC 182574800, lire en ligne sur Gallica).

### Livrets
- Les Brises du Printemps : Nocturne à 2 voix. musique de Giuseppe Concone (ill. Frédéric Sorrieu), Paris, S. Richault, 1853, 7 p. (OCLC 915662810, lire en ligne sur Gallica).
- Une nuit blanche : opéra-comique en 1 acte, musique de Jacques Offenbach (Répertoire des Bouffes Parisiens), Paris, G. Brandus, Dufour et Cie, 1855, 56 p., in-8º (OCLC 222997391, lire en ligne sur Gallica).
- avec Jules Adenis, Un postillon en gage : opérette en un acte, musique de Jacques Offenbach, Paris, théâtre des Bouffes-Parisiens, 9 février 1856, Paris (lire en ligne sur Gallica).
- Qui vive ! ou La sentinelle perdue : chant et guitare, composition de Léopold Amat (d) , arrangement de Jean-Antoine Meissonnier, Paris, Heugel et Cie, 1856, 4 p., 27 cm (OCLC 946667786, lire en ligne sur Gallica).

### Nouvelles
- « Les Rires de Marie ou La vierge veuve », dans La Sylphide : journal de modes, de littérature, de théâtres et de musique, t. 5, Paris, 3 janvier 1847, 8e éd. (lire en ligne sur Gallica), p. 25-29.

### Contes
- Contes pour les jours de pluie (préf. George Sand, ill. eau-forte de Charles Carey), Paris, Jules Dagneau, 1853, iv, 332 p., 18 cm (OCLC 1728534, lire en ligne).

### Poésie
- Le Livre du bon Dieu (10 poèmes : I. Madame la terre ; II. Le Chevalier Printemps ; III. Monseigneur l’Été ; IV. Sa Majesté l’Automne ; V. Le Bonhomme Hiver ; VI. La Mère Providence ; VII. L’Ami Soleil ; VIII. Son Altesse la Lune ; IX. Les Anges ; X. Le Père), Paris, Vinchon et C. de Mourgues, 1855, 10 ff. non ch., in-fº (OCLC 457915131, lire en ligne sur Gallica).

### Chansons
- avec Charles Vincent (ill. Gustave Doré), Les Refrains du Dimanche : cinquante chansons, Paris, Coulon-Pineau, 1856, 174 p., 18 cm (OCLC 37598112, lire en ligne).
- avec Adolphe Favre, Deborah : opéra comique en 3 actes d'après les Chroniques de la Canongate de Walter Scott, musique d’Adolphe Devin-Duvivier, Théâtre-Lyrique impérial, 14 janvier 1867, S.l., S.n., 1867 (OCLC 763026811).

### Articles
- « Jean-Gaspard le bohémien » (Article nécrologique à propos du mime Deburau), La Sylphide, Paris, iI, vol. VII, t. IV,‎ 1er juillet 1846, p. 6 (lire en ligne sur Gallica).

### Autres
- Collectif (ill. Cent douze portraits hors texte dessinés et gravés par Fath et Dumont. Les Dames françaises, ouvrage écrit à l'instigation de Charles Vincent), Le Livre d'or des femmes : Cent douze biographies par une Société d'hommes de lettres, sous la direction d’Édouard Plouvier, Paris, Lacroix, Verboechoven et Cie, 1870, 600 p., 1 vol. grand in-8º (lire en ligne).
- « Lettre à Théophile Gautier », dans Théophile Gautier, Claudine Lacoste-Veysseyre, éd., Correspondance générale, t. 7, Genève, Droz, 1992, 401 p. (OCLC 1053668628, lire en ligne), p. 120.